# Museu de Porcellana de Riga
El Museu de Porcellana de Riga (en letó: Rīgas Porcelāna Muzejs) és un museu de ceràmica situat al complex d'edificis del barri vell de Riga conegut com a Pati del Convent, Letònia.
El museu va obrir les portes el 30 d'octubre de 2001. Regularment mostra exposicions sobre el treball d'artistes letons de porcellana contemporània com Zinas Ulstes, Pētera Martinsona, entre d'altres.